# تسویلنرودا-تریبس
تسویلنرودا-تریبس (به آلمانی: Zeulenroda-Triebes) یک شهر و شهر در آلمان است که در گرایتس واقع شده‌است. تسویلنرودا-تریبس ۱۷٬۳۴۷ نفر جمعیت دارد.

## خواهرخوانده
شهرهای گینگن آن در برنتس، نوینکیرشن ام زاند، ویز, سنت فلورین و کوستلک ناد اورلیسی خواهرخوانده‌های تسویلنرودا-تریبس هستند.